# Mihály Mracskó
Mihály Mracskó (ur. 13 czerwca 1968 w Békéscsabie) – węgierski piłkarz grający na pozycji obrońcy lub pomocnika, reprezentant Węgier, trener piłkarski.

## Kariera
Grał w juniorach oraz seniorach Mezőkovácsházi MTE; w 1986 roku wywalczył z tym klubem awans do NB III. W 1987 roku przeszedł do Békéscsabai Előre. W barwach tego klubu w sezonie 1987/1988 zdobył Puchar Węgier. W Békéscsabai Előre grał do 1996 roku, rozgrywając w tym zespole 180 meczów w NB I. Następnie przeszedł do Győri ETO FC, gdzie przez dwa i pół roku zagrał w 85 meczach. W 1999 roku grał w Chinach, najpierw w Beijing Guo’an, a później w Yunnan Hongta. W 2000 roku wrócił na Węgry, do Győri ETO FC. W rundzie wiosennej sezonu 2002/2003 reprezentował barwy Honvédu Budapeszt. Później grał w klubach niższych lig, takich jak Gyirmót SE, Koroncó SE, Győrújbarát SE, Békési FC, Mezőkovácsházi MTE, Telekgerendás MDSE oraz Végegyházi SE. W Koroncó SE, Békési FC, Telekgerendás MDSE oraz Végegyházi SE pełnił ponadto funkcję grającego trenera.
W latach 1993–1997 rozegrał 25 meczów w reprezentacji, debiutując 27 października 1993 roku w wygranym 1:0 meczu z Luksemburgiem (eliminacje mistrzostw świata).

## Statystyki ligowe
| Sezon         | Klub                        | Liga                 | Mecze | Gole |
| ------------- | --------------------------- | -------------------- | ----- | ---- |
| 1985/1986     | Mezőkovácsházi MTE          | Megye I              | ?     | ?    |
| 1986/1987     | Mezőkovácsházi MTE          | NB III               | ?     | ?    |
| 1987/1988     | Békéscsabai Előre Spartacus | NB I                 | 9     | 1    |
| 1988/1989     | Békéscsabai Előre Spartacus | NB I                 | 22    | 3    |
| 1989/1990     | Békéscsabai Előre Spartacus | NB I                 | 26    | 2    |
| 1990/1991     | Békéscsabai Előre Spartacus | NB I                 | 19    | 1    |
| 1991/1992     | Békéscsabai Előre           | NB II                | ?     | ?    |
| 1992/1993     | Békéscsabai Előre           | NB I                 | 29    | 1    |
| 1993/1994     | Békéscsabai Előre           | NB I                 | 30    | 5    |
| 1994/1995     | Békéscsabai Előre           | NB I                 | 21    | 5    |
| 1995/1996     | Békéscsabai Előre           | NB I                 | 24    | 1    |
| 1996/1997     | Győri ETO FC                | NB I                 | 32    | 1    |
| 1997/1998     | Győri ETO FC                | NB I                 | 34    | 5    |
| 1998/1999 (j) | Győri ETO FC                | NB I                 | 19    | 1    |
| 1999 (w)      | Beijing Guo’an              | Chinese Jia-A League | ?     | ?    |
| 1999 (j)      | Yunnan Hongta               | Chinese Jia-B League | ?     | ?    |
| 1999/2000     | Győri ETO FC                | NB I                 | 15    | 1    |
| 2000/2001     | Győri ETO FC                | NB I                 | 33    | 2    |
| 2001/2002     | Győri ETO FC                | NB I                 | 12    | 0    |
| 2002/2003 (j) | Győri ETO FC                | NB I                 | 3     | 0    |
| 2002/2003 (w) | Kispest-Honvéd FC           | NB I                 | 4     | 0    |
| 2003/2004     | Gyirmót SE                  | NB III               | ?     | ?    |
| 2007/2008     | Békési FC                   | Megye I              | ?     | ?    |
| 2008/2009     | Mezőkovácsházi MTE          | Megye I              | ?     | ?    |
| 2009/2010     | Telekgerendás MDSE          | Megye III            | ?     | ?    |
| 2014/2015     | Végegyházi SE               | Megye III            | ?     | ?    |